# 234 (число)
Вижте пояснителната страница за други значения на 234.
234 (двеста тридесет и четири) е естествено, цяло число, следващо 233 и предхождащо 235.
Двеста тридесет и четири с арабски цифри се записва „234“, а с римски – „CCXXXIV“. Числото 234 е съставено от три цифри от позиционните бройни системи – 2 (две), 3 (три), 4 (четири).

## Общи сведения
- 234 е четно число.
- 234-тият ден от невисокосна година е 22 август.
- 234 е година от Новата ера.